# Jason London
Jason Paul London (San Diego, 7 november 1972) is een Amerikaans acteur die een eeneiige tweeling vormt met zijn eveneens acterende broer Jeremy London. Hij debuteerde in 1991 op het witte doek als Court Foster in The Man in the Moon. Sindsdien verscheen hij in meer dan dertig films, meer dan veertig inclusief televisiefilms.
London trouwde in 1997 met actrice Charlie Spradling, met wie hij een jaar daarvoor dochter Cooper kreeg. Hun huwelijk liep in 2006 op de klippen. London komt zelf uit een gezin met oorspronkelijk drie kinderen. Naast zijn tweelingbroer had hij een jonger zusje genaamd Dedra London, maar zij overleed in 1992 op zestienjarige leeftijd bij een auto-ongeluk.
London en zijn broer zijn samen te zien in een aflevering uit het zevende seizoen van 7th Heaven, waarin laatstgenoemde 36 afleveringen Chandler Hampton speelde. Hij verschijnt hierin eenmalig als diens tweelingbroer Sid.

## Filmografie
*Exclusief 10+ televisiefilms
| - The Devil's Tomb (2009) - Killer Movie (2008) - All Roads Lead Home (2008) - Showdown at Area 51 (2007) - Throwing Stars (2007) - Adventures of Johnny Tao (2007) - Glass House: The Good Mother (2006) - Greed (2006) - To Kill a Mockumentary (2006) - The Prophecy: Forsaken (2005) - Dracula III: Legacy (2005) - The Prophecy: Uprising (2005) - Identity Theft: The Michelle Brown Story (2004, televisiefilm) - Wasabi Tuna (2003) - Grind (2003) - Dracula II: Ascension (2003) | - A Midsummer Night's Rave (2002) - Out Cold (2001) - $pent (2000) - Poor White Trash (2000) - The Rage: Carrie 2 (1999) - Frontline (1999) - Broken Vessels (1998) - Mixed Signals (1997) - Countdown (1996) - To Wong Foo Thanks for Everything, Julie Newmar (1995) - Fall Time (1995) - My Teacher's Wife (1995) - Safe Passage (1994) - Dazed and Confused (1993) - December (1991) - The Man in the Moon (1991) |

## Televisieseries
*Exclusief eenmalige gastrollen
- Saving Grace - Randy Matsin (2007, twee afleveringen)
- Wildfire - Bobby (2005-2007, negen afleveringen)

- Bibliothèque nationale de France: cb139676779 (data)
- Gemeinsame Normdatei: 1059268558
- International Standard Name Identifier: 0000 0000 4547 9685
- Library of Congress Control Number: no99085785
- Nationale Bibliotheek van Israël: 987007315376505171
- Nederlandse Thesaurus van Auteursnamen: 186412665
- Système universitaire de documentation: 166993182
- Virtual International Authority File: 12498666
- WorldCat: E39PBJbxHgt7cbWdWH9RDkqPcP